# Hypochroma brepharia
Hypochroma brepharia là một loài bướm đêm trong họ Geometridae.